# Etsuko Fukano
Etsuko Fukano (japanisch 深野 悦子 Fukano Etsuko; * 9. Februar 1972 in Ōita) ist eine ehemalige japanische Fußballschiedsrichterin.
Bei der Weltmeisterschaft 2011 in Deutschland leitete Fukano zwei Spiele in der Gruppenphase und wurde zweimal als Vierte Offizielle eingesetzt.
Zudem war Fukano bei der U-17-Weltmeisterschaft 2008 in Neuseeland, bei der U-20-Weltmeisterschaft 2010 in Deutschland und bei der U-17-Weltmeisterschaft 2012 in Aserbaidschan im Einsatz.
Zum Ende der Saison 2012 beendete Fukano ihre Karriere.